# The Little Mermaid: Ariel's Beginning
The Little Mermaid: Ariel's Beginning (El origen de la sirenita en España y La sirenita: Los comienzos de Ariel en Hispanoamérica) es una película de dibujos animados producida por DisneyToon Studios lanzada directamente para vídeo el 26 de agosto de 2008. La película fue concebida como una precuela de la película animada La sirenita de 1989.
Fue anunciada como la última sucesión (ya sea secuela o precuela) de una película de Walt Disney Animation Studios para venta directa en DVD (producciones posteriores de DisneyToon Studios centrándose en películas derivadas de otras producciones).

## Argumento
En el reino de Atlántica, sirenas y tritones viven felizmente en un mundo lleno de música, pudiendo salir a la superficie a jugar cuando deseen. El Rey Tritón vive feliz en compañía de su amada esposa, la Reina Atenea y sus siete hijas. El día de su aniversario, el Rey le regala a la Reina Atenea una caja de música, que al abrirse toca la canción que ella suele cantarles a sus hijas por las noches. Sin embargo, súbitamente la calma se interrumpe cuando el cielo se oscurece y comienza una fuerte tormenta. Para empeorar las cosas, el Rey ve que un barco ballenero se acerca, por lo cual les ordena a todos que se sumerjan al mar. Al ver que su obsequio quedó atrapado en una red, la Reina Atenea se queda atrás intentando rescatarlo. Cuando el Rey se da cuenta, la llama desesperado, pero ella no alcanza a reaccionar y entonces, la Reina Atenea es embestida violentamente por el barco, perdiendo así la vida. El Rey Tritón, desconsolado por la muerte de la Reina Atenea, su propia esposa, arroja la caja de música al fondo del mar y prohíbe la música en Atlántica... para siempre.
Así pasan 10 años después de lo acontecido. Las princesas ya han crecido y tienen como tutora a la venenosa Marina del Rey y su ayudante, el dugongo Benjamín, quien, al contrario de su ama, siente afecto por las princesas (aunque no se atreve a reconocerlo). Marina está obsesionada con quitarle su puesto al cangrejo Sebastián, por lo que trata de impresionar al Rey Tritón para que la promueva. Ariel no está de acuerdo con lo que su padre impone y no encuentra motivo por cual se prohíba la música. Así que le propone hacer algo diferente, a lo cual el Rey Tritón se niega. Ariel le lleva la contraria y termina castigada fuera del castillo. Es cuando conoce a Flounder, un pez juguetón al que sorprende haciendo música y queda fascinada, pero luego son detenidos por dos guardias del palacio. Más tarde, en la noche sigue a Flounder hasta un club clandestino donde los peces se dedican a hacer música a escondidas y Ariel descubre que Sebastián también está allí. A la mañana siguiente sus hermanas se enteran de lo sucedido y convencen a Ariel de llevarlas a ellas también. Marina se da cuenta de su ausencia y al ir a buscarlas, descubre el club secreto y también a Sebastián. Lo ve como una oportunidad para quitarle el puesto y va a contarle al Rey Tritón. La siguiente noche, este se dirige al club secreto y aunque algunos logran escapar ordena a los guardias a llevar a todos a prisión y sella la entrada para que no se volviera a usar el lugar. El Rey quita a Sebastián de su cargo reemplazándolo por Marina y reprende duramente a sus hijas por haber desobedecido. Ariel, indignada, le dice a su padre que aquello no es lo que su madre hubiera querido y se va.
Ariel se dirige a la prisión para liberar a la banda, a Flounder y a Sebastián, sin embargo éstos se niegan. Pero Ariel convence a Sebastián diciéndole que el palacio ya no es un hogar sin música, el cangrejo le da la razón y le dice que saben a donde ir. Así todos escapan de prisión y recorren el mar hasta llegar a un sitio completamente desierto en donde Sebastián los convenció de quedarse. Poco después Ariel encuentra la caja de música que hacía 10 años que había pertenecido a su madre, la reina, Sebastián le revela que ese fue el verdadero motivo por el que la trajo allí y que debía regresar la caja a su padre para que recordara como ser feliz y así devolver la alegría y la música a Atlántica.
Entre tanto, Marina se entera de que han escapado y libera a sus queridas mascotas, unas anguilas con poder de electricidad para que vayan por Sebastián y Ariel y los aniquilen. Marina y sus anguilas logran encontrar al grupo y los atacan. Por un momento no sabían que hacer hasta que Flounder utiliza sus trucos para que las anguilas se hicieran un nudo y así detenerlas. Por otra parte, Sebastián logró que Marina quedara atorada en un tronco. Ya con la amenaza controlada todos celebran contentos en el momento en que el Rey Tritón llega hasta el lugar. Marina no se rinde tan fácilmente, por lo que se despega con todo y tronco del suelo y nada velozmente hacía Sebastián para atacarlo nuevamente. Ariel se interpone y recibe el golpe cayendo en la arena con Marina. El Rey Tritón, sintiéndose culpable nada hacia Ariel, la toma en sus brazos y canta para ella así como lo hacía su madre. Ariel revive y abraza a su padre el cual se disculpa por su comportamiento. Así, todos regresan al castillo y poco después el Rey Tritón proclama que la música volverá a ser escuchada en Atlántica. Así todos vuelven a ser felices y bailan al son de la música.
En los créditos se puede ver a Marina bailando en prisión pagando por su crimen.

## Reparto
| Personaje    | Actor de voz                                     |
| ------------ | ------------------------------------------------ |
| Ariel        | Jodi Benson                                      |
| Sebastián    | Samuel E. Wright                                 |
| Rey Tritón   | Jim Cummings                                     |
| Marina       | Sally Field                                      |
| Adella       | Tara Strong                                      |
| Alana        | Jennifer Hale                                    |
| Andrina      | Tara Strong                                      |
| Aquata       | Grey DeLisle                                     |
| Arista       | Grey DeLisle                                     |
| Attina       | Kari Wahlgren                                    |
| Benjamín     | Jeff Bennett                                     |
| Flounder     | Parker Goris                                     |
| Reina Atenea | Lorelei Hill Butters Andrea Robinson (canciones) |
| Cheeks       | Kevin Michael Richardson                         |
| Tinteo       | Rob Paulsen                                      |
| Ray-Raya     | Kevin Michael Richardson                         |
| Shelbow      | Jim Cummings                                     |
| Swifty       | Rob Paulsen                                      |

## Banda sonora
Lista de canciones:
- Canción de Atenea
- Un error (España) / Con un error (Hispanoamérica)
- Baila al compás (España) / Fórmate ya (Hispanoamérica)
- Baila al compás (Repetición) (España) / Fórmate ya (Repetición) (Hispanoamérica)
- Recuerdo
- Un error (Repetición) (España) / Con un error (Repetición) (Hispanoamérica)
- Cantaré

## Premios y nominaciones
| Premio                      | Año  | Categoría                                | Resultado | Ref.  |
| --------------------------- | ---- | ---------------------------------------- | --------- | ----- |
| Premios Annie               | 2008 | Mejor película para el mercado doméstico | Nominada  | [ 1 ] |
| Cinema Audio Society Awards | 2009 | Mejor mezcla de sonido en una película   | Nominada  |       |

## Curiosidades
- La película contradice eventos que se habían visto en la serie de televisión La sirenita, donde en un flashback se ve que Ariel conoció a Flounder cuando ésta tenía 12 años, mientras que en esta película muestra que lo conoce después.
- Esta película se ha usado para campañas ecológicas, para la protección del mar y los océanos.
- Los nuevos amigos de Ariel se pueden ver en la canción "Bajo el mar" de la primera película.
- Con este film, entendemos el desprecio que tiene el Rey Tritón hacia los humanos.
- Al final de la película el Rey Tritón jura su lealtad a la música y la gente que cree en ella, para esto se le exige levantar su mano derecha, pero por error el personaje levanta la mano izquierda.